# 王一新
王一新（1965年12月—），男，汉族，湖北省英山县人。中华人民共和国政治人物，1993年加入中国共产党。武汉大学历史系中国史专业毕业，大学本科学历，高级经济师。曾任中共黑龙江省委常委、黑龙江省人民政府常务副省长、党组副书记等职。

## 仕途

### 中海油
1987年7月至2004年7月，长期在中国海洋石油总公司工作，曾任办公厅副主任、主任等职。
在此期间，1996年8月至1998年7月，曾在中国社会科学院研究生院企业管理研究生课程班学习；2001年11月至2003年10月，曾挂职担任四川省泸州市委常委、副市长一职。

### 海南省
2004年7月至2007年5月，任海南省人民政府副秘书长、研究室主任。
2007年5月至2013年1月，历任海南省农垦总局（总公司、集团）局长（总经理、董事长）、党委副书记、书记等职。

### 山西省
2013年1月5日至2022年1月15日，担任山西省人民政府副省长。2017年1月至2018年2月期间，兼任山西省国资委党委书记一职。

### 黑龙江
2021年12月，调任黑龙江省人民政府副省长。2022年3月，升任中共黑龙江省委常委。2023年1月，出任黑龙江省人民政府常务副省长、党组副书记。

## 落马
2023年12月8日，王一新因涉嫌严重违纪违法，接受中央纪委国家监委纪律审查和监察调查。
2024年6月17日，被中央纪委国家监委开除党籍、开除公职。7月2日，最高人民检察院决定对王一新实施逮捕。11月26日，最高人民檢察院發布消息，王一新涉嫌受賄一案，由國家監察委員會調查終結，經最高人民檢察院指定，由山東省菏澤市人民檢察院審查起訴，山東省菏澤市人民檢察院已向山東省菏澤市中級人民法院提起公訴。
2025年1月15日，山东省菏泽市中级人民法院一审公开开庭审理王一新受贿一案。公诉方菏泽市人民检察院指控，2008年7月至2020年10月，王一新利用职务上的便利，为相关单位和个人提供帮助。2005年5月至2023年下半年，王一新直接或者通过他人收受财物共计折合人民币1.29亿余元。提请以受贿罪追究王一新的刑事责任。王一新当庭表示认罪悔罪。起诉书显示，王一新“提供帮助”和“收受财物”的行为前后分别有三年的时间差。
2025年5月16日，山东省菏泽市中级人民法院一审宣判，对被告人王一新以受贿罪判处无期徒刑，剥夺政治权利终身，并处没收个人全部财产；追缴在案的王一新犯罪所得财物及孳息依法上缴国库，不足部分继续追缴。